# Apple River
Apple River é uma vila localizada no estado americano de Illinois, no Condado de Jo Daviess.

## Demografia
Segundo o censo americano de 2000, a sua população era de 379 habitantes. 
Em 2006, foi estimada uma população de 370, um decréscimo de 9 (-2.4%).

## Geografia

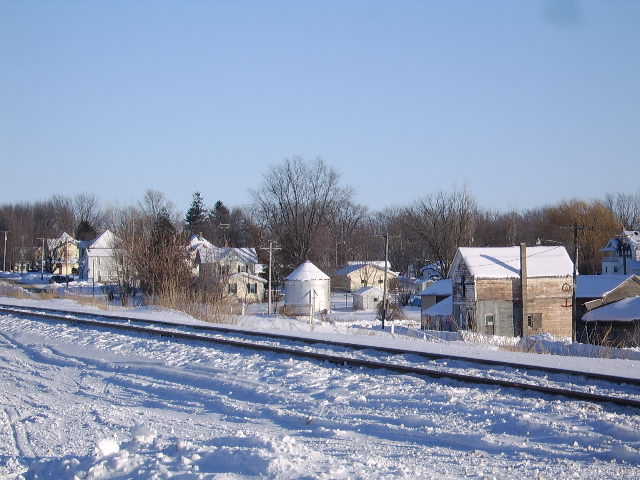
Apple River - estrada de ferro e Chestnut Street no inverno 2008

De acordo com o United States Census Bureau tem uma área de 
2,0 km², dos quais 2,0 km² cobertos por terra e 0,0 km² cobertos por água.

## Localidades na vizinhança
O diagrama seguinte representa as localidades num raio de 20 km ao redor de Apple River. 